# سلمى الشماع
سلمى الشماع هي مذيعة مصرية، تخصصت في تقديم برامج المنوعات من أشهر برامجها: برنامج (زوووم) الذي كان يذاع في فترة الثمانينيات والتسعينيات، وكان يتعرض للاعمال الفنية الجديدة. تولت رئاسة قناة النيل للمنوعات ( إحدى قنوات النيل المتخصصة ) في بداية إفتتاحها وأصبح اسمها الآن (نايل لايف) ، فاز برنامجها (زوووم) بجائزة في مهرجان الإذاعة والتلفزيون.